# Galgenberg-Goßberg
Das Naturschutzgebiet Galgenberg-Goßberg liegt auf dem Gebiet des Marktes Maroldsweisach und der Gemeinde Pfarrweisach im Landkreis Haßberge in Unterfranken.

## Geographie
Das aus zwei Teilflächen bestehende Gebiet erstreckt sich östlich von Pfaffendorf, einem Ortsteil von Maroldsweisach. Westlich des Gebietes verläuft die B 279 und fließt die Weisach, nördlich des Gebietes fließt der Neumühlbach, ein linker Zufluss der Weisach, und verläuft die B 303.

## Beschreibung
Das rund 45,5 ha große Naturschutzgebiet mit der Schutzgebietsnummer „NSG-00265.01“ wurde am 20. Dezember 1985 durch eine Verordnung im Amtsblatt der Regierung von Unterfranken mit der Nr. 27/1985 unter Naturschutz gestellt.
Es liegt hufeisenförmig um die Ortschaft Altenstein im Markt Maroldsweisach und besteht aus Gebietsteilen des Galgenberges und des Goßberges in der Gemarkung Altenstein, der Gemeinde Pfarrweisach, den Gemarkungen Junkersdorf und Rabelsdorf. Die forstwirtschaftliche Fläche beträgt 4,5 ha und befindet sich im Nordosten des Naturschutzgebietes.

## Erhaltungs- und Pflegemaßnahmen
Aus dem Pflege- und Entwicklungsplan für den Naturpark Haßberge wurde für das Naturschutzgebiet die Erhaltung, Pflege und Weiterentwicklung der Magerrasenstandorte mit den Wacholderheiden unter Zugrundelegung eines langfristigen und detaillierten Pflegekonzeptes festgelegt. Der Aufbau und die Weiterentwicklung eines naturnah gestalteten gestuften Waldrandes mit entsprechenden Gräser- und Kräutersaum wurde mit hoher Dringlichkeit vereinbart. Die Neuschaffung und Ergänzung von Biotopstrukturen wurde entlang der Flurwege durch Anpflanzung von Obstbäumen, Kräutersäumen, Feldgehölzen und Hecken vorgesehen. Weitere Renaturierungsmaßnahmen zur Verbesserung der Gewässersituation entlang der Weisach durch eine naturnahe Ausgestaltung, eine vereinzelte Nachpflanzung standortheimischer Ufergehölze und den Rückbau von Verbauungseinrichtungen wurden im Entwicklungsplan beschrieben. Für die Schutzgebietsfläche in der Gemeinde Pfarrweisach wurde der Aufbau eines Biotopverbundsystems aus Magerwiesen in Richtung Altenstein anhand eines Triebwegenetzes festgelegt. Weiter wurde die Erhaltung, Pflege und Entwicklung sämtlicher Streuobstbereiche um Pfaffendorf vereinbart.

## Schutzzweck
Für das Naturschutzgebiet wurde festgelegt die Gebietsfläche als Musterbeispiel einer Keuper-Schichtstufenlandschaft zu erhalten und wertvolle Pflanzengesellschaften aus orchideenreichen Kalkmagerrasen im Naturraum Itz-Baunach-Hügelland zu schützen. Es wurden für die Grenzlinienstrukturen von mesophilen Waldstücken, lichten Kiefernsäumen, Hecken- und Gebüschformationen, extensiv genutzten flächigen Streuobstwiesen, Halbtrockenrasen und Trockenrasen Erhaltungsmaßnahmen vereinbart. Seltene und gefährdete Tierarten wie Nattern, Eidechsen und Blindschleichen, Grasmückenarten, dem Neuntöter und Wendehals wurden geeignete Lebensräume zugewiesen. Für die Brutvogelbiotope, die von regionaler Bedeutung sind, sollen in ihrem Bestand gesichert werden. Ein besonderer Schutzstatus wurde den Streuobstwiesen mit den für höhlenbrütende Vogelarten wichtigen alten Obstbäumen abgestimmt.

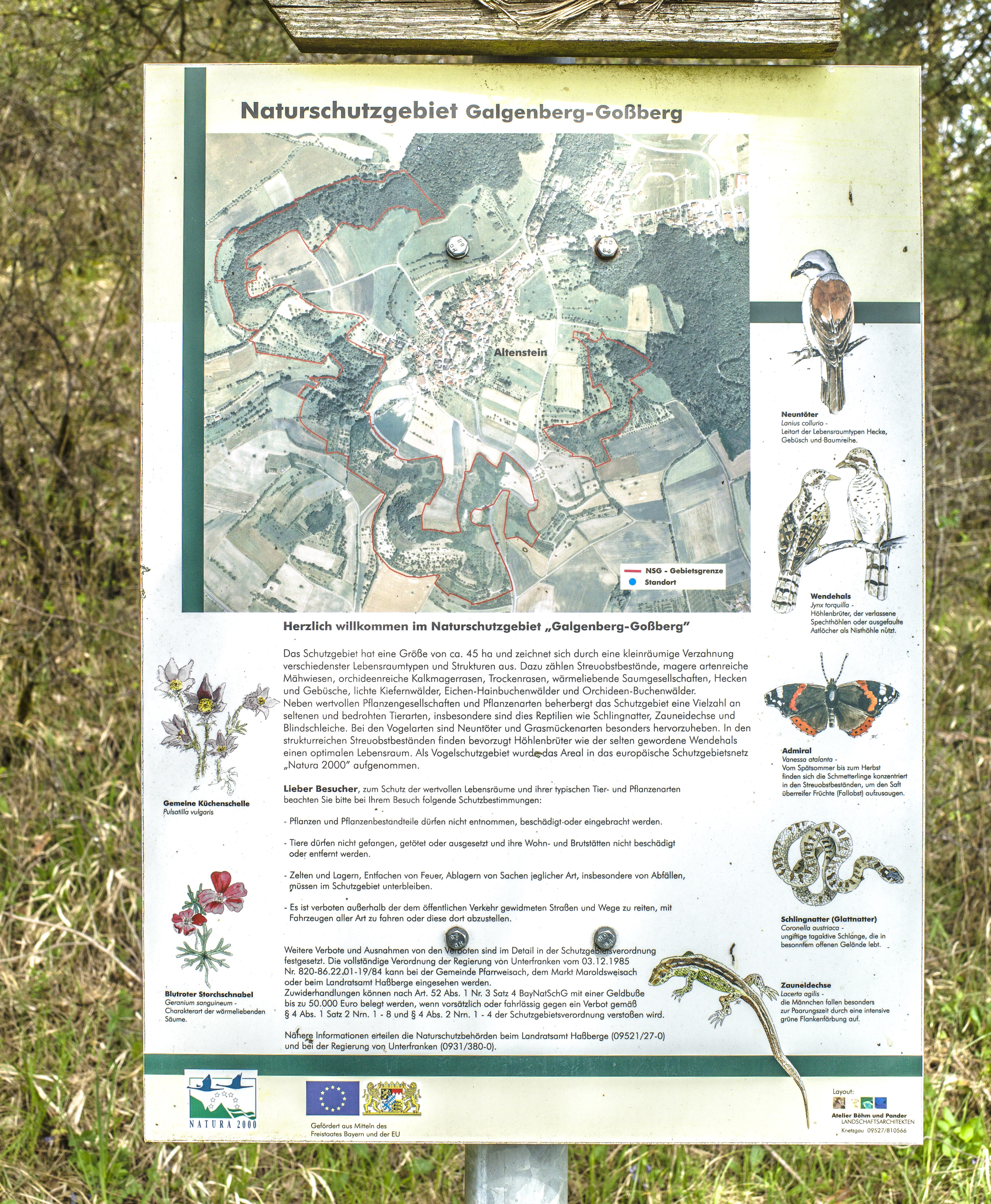
Informationstafel bei Altenstein
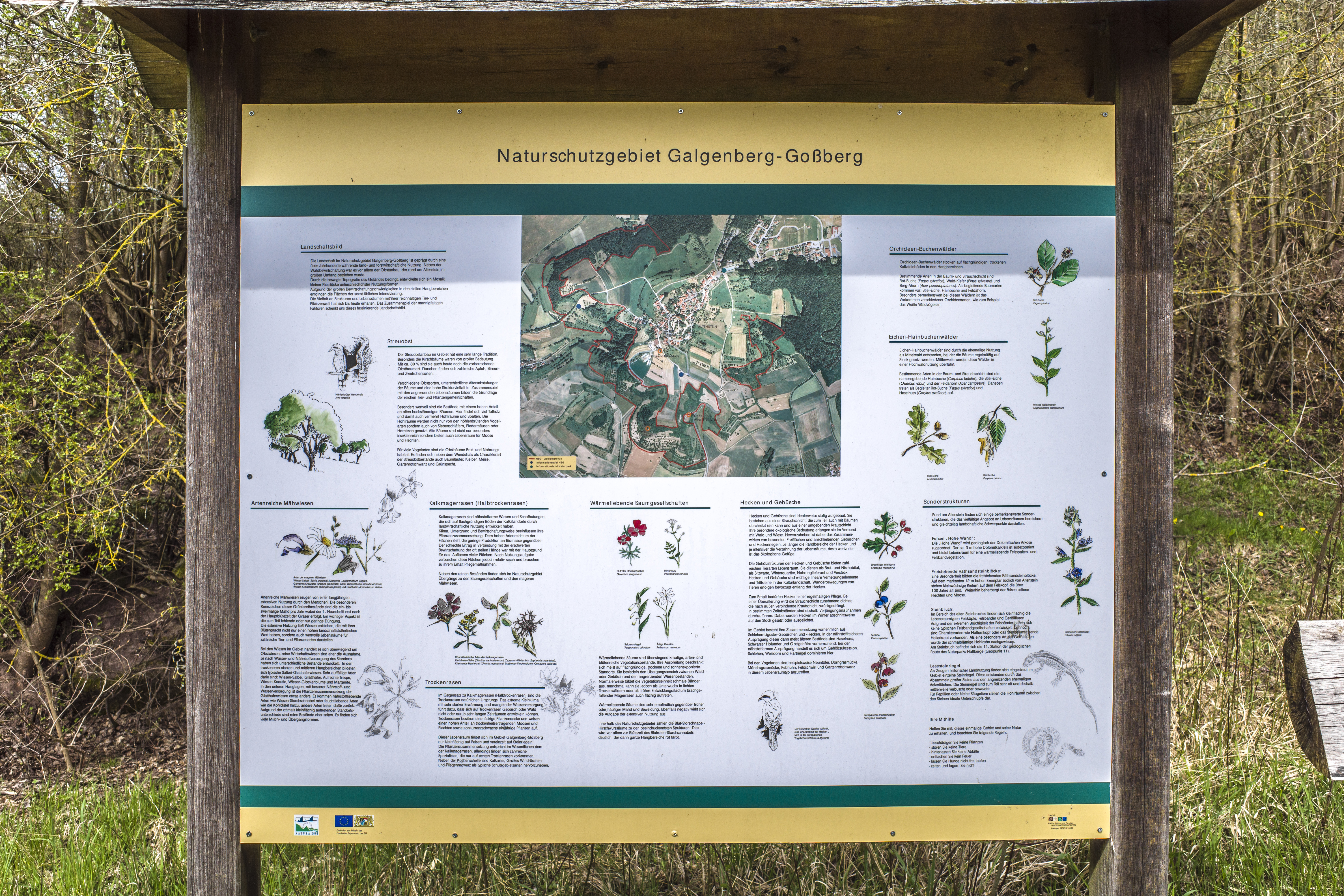
Informationstafel bei Pfaffendorf